# Крючков Олег Митрофанович
Олег Митрофанович Крючков (нар. 10 березня 1941, Нарва, Естонська РСР, СРСР — † 27 січня 2011, Київ, Україна) — український залізничник.

## Біографія
Народився 10 березня 1941 року. Дитинство і юність провів у Куп'янську.
Трудову діяльність на залізниці почав черговим по станції Штерівці Донецької залізниці. Працював головним інженером, начальником станцій Щотового, Дебальцевого, заступником начальника відділу руху Дебальцевського відділення, заступником начальника Попаснянського відділення, начальником Дебальцевського відділення Донецької магістралі.
У 1987-1992 — перший заступник начальника Донецької залізниці.
У 1992-1994 — начальник Головного управлення перевезень Укрзалізниці.
У 1995-1997 очолював Південну залізницю, а з жовтня 1997 по липень 1998 року був начальником Одеської залізниці.
У 1998-2000 — начальник Донецької залізниці.
У 2000-2001 роках працював радником начальника Одеської залізниці.

Могила Олега Крючкова

Помер 27 січня 2011 року. Похований в Києві на Байковому кладовищі (ділянка № 42).

## Відзнаки
За вагомий внесок у розвиток залізничного транспорту, досягнуті успіхи в роботі О. М. Крючков відзначений ви-
сокими нагородами: орденом «Дружби народів», званням «Заслужений працівник транспорту України», знаком «Почесний залізничник», знаком «За заслуги. Укрзалізниця» 3-го ступеня та знаком «Залізнична слава» 3-го ступеня. Почесний громадянин Попаснянщини (звання присвоєно рішенням Попаснянської районної ради № 32/7 від 18 грудня 2008 року).

## Вшанування пам'яті
У 2011 році Куп'янська дирекція залізничних перевезень Південної залізниці перейменувала станцію Колгоспну на станцію імені Олега Крючкова. Тут проведено реконструкцію станційного комплексу, встановлено меморіальну дошку, а в залі очікування вокзалу розміщено музейну експозицію, присвячену життєвому і трудовому шляху Олега Крючкова.
У червні 2011 року станція Боржиківка Донецької залізниці перейменована на імені Крючкова О.М.